# Schloss Rosenau (Waldviertel)

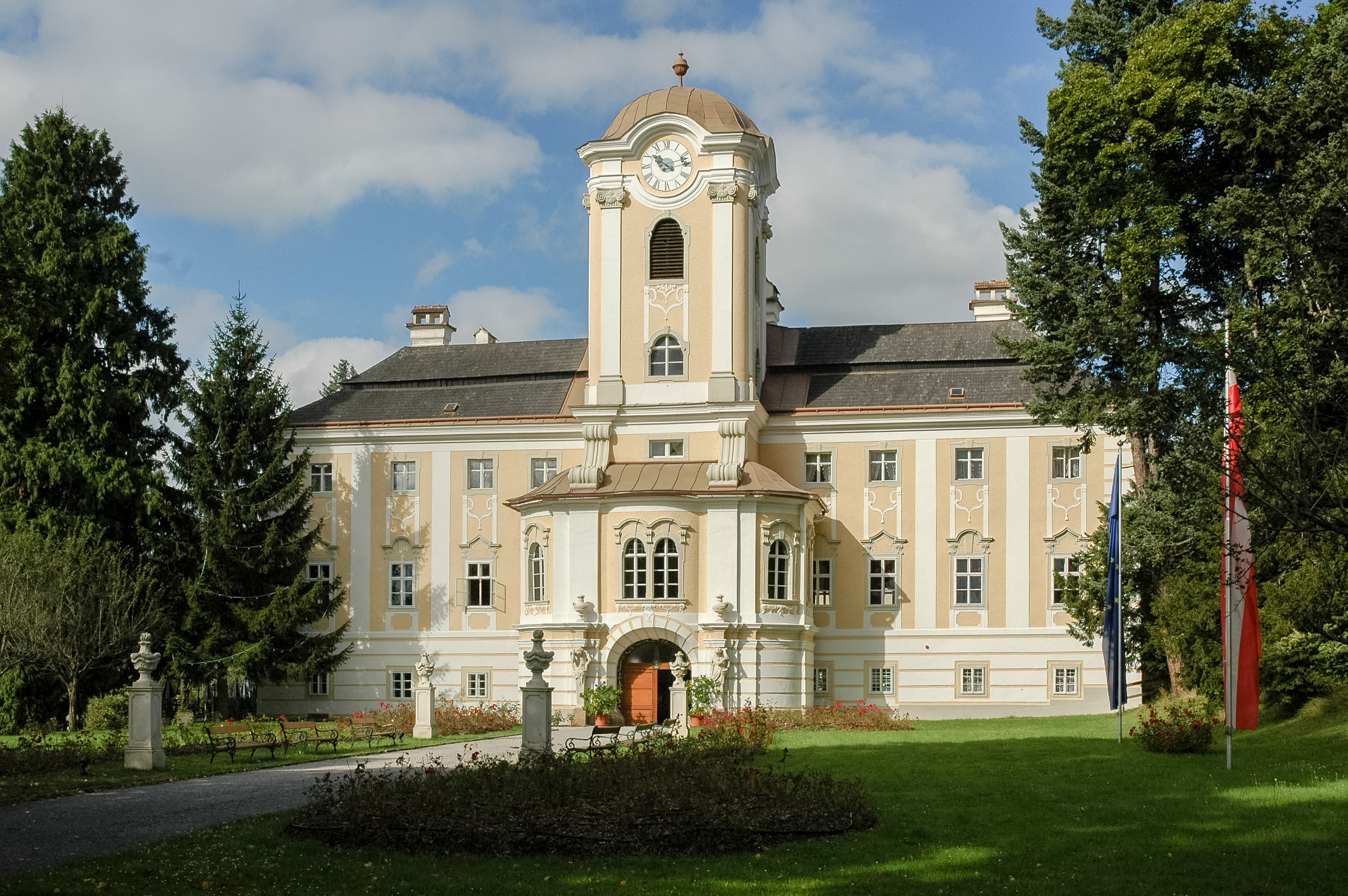
Schloss Rosenau

Das Schloss Rosenau ist ein Schloss im Dorf Rosenau Schloss westlich von Zwettl im Waldviertel (Niederösterreich). Es wurde im Laufe der Jahre mehrfach umgebaut und renoviert und wechselte einige Male den Besitzer.

## Geschichte

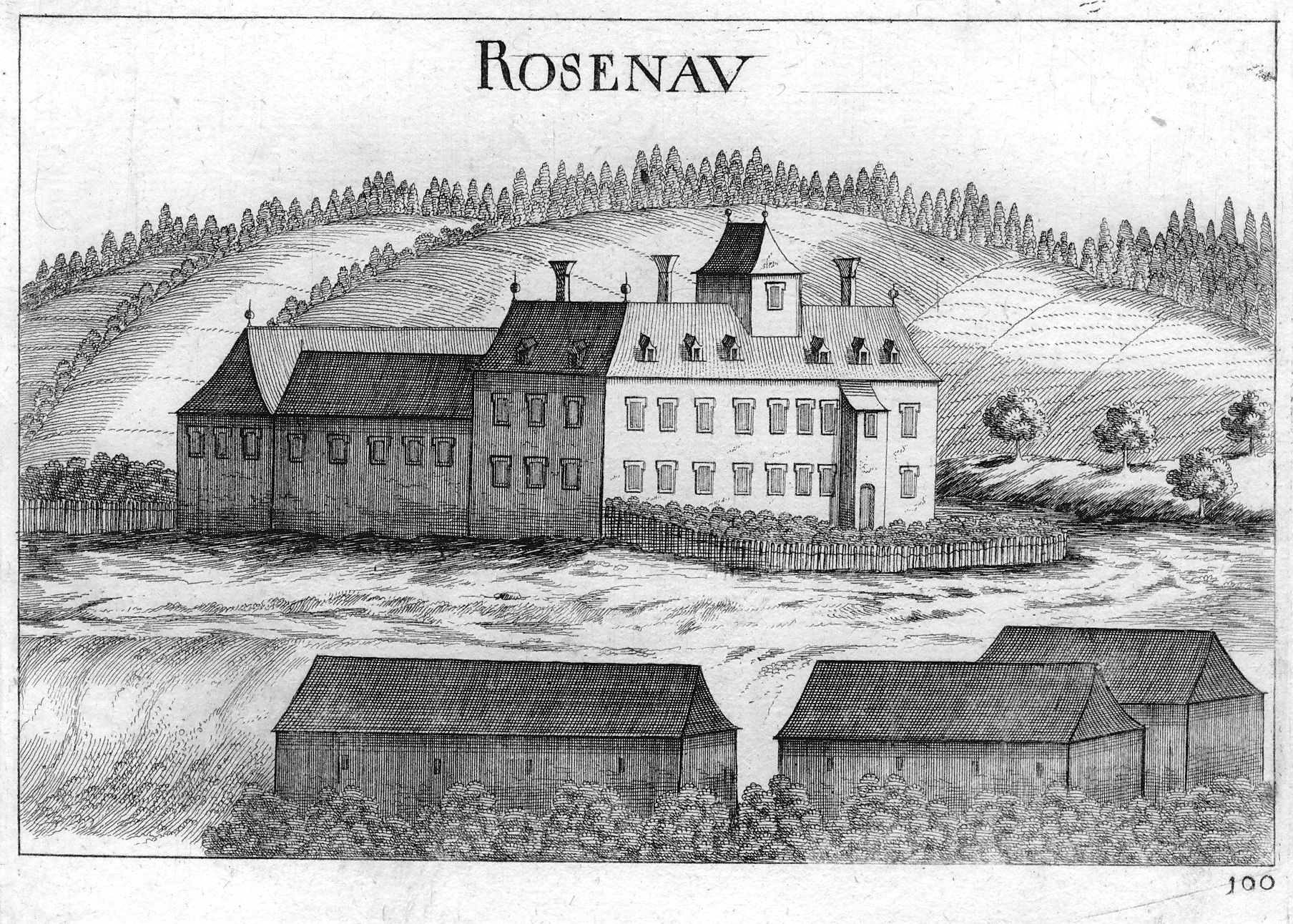
Kupferstich von Georg Matthäus Vischer (1672)

1593 erweiterten die Herren von Greiß einen bereits vorhandenen Vierkanthof zu einem Renaissanceschloss.
Von 1720 bis 1803 war Rosenau im Besitz der Grafen Schallenberg. Erster Inhaber war Leopold Christoph Graf von Schallenberg, der das Gut 1720 kaufte. Er ließ das Schloss nach den Plänen des Baumeisters Joseph Munggenast im Barockstil umbauen und richtete dort Räume für eine Freimaurerloge ein. Außerdem entstand in dieser Zeit die fast vollständig erhaltene Gutshofsiedlung. Von dieser Gutsherrschaft zeugen das Altersheim (Spital), das Forsthaus, der ehemalige Meierhof, die Bandweberei, die Wagenremise, der Pfarrhof, die Volksschule und die Pfarrkirche Hl. Dreifaltigkeit. Josef Graf Schallenberg verkaufte das Schloss 1803.
Es erwarb Ernst Christoph Georg August Graf Hardenberg, königlich hannoverscher Gesandter in Wien, dessen Neffe es 1832 an den Ökonomen Freiherr Andreas von Stift verkaufte.
1863 wurde Creszentia Stummer, Witwe des Händlers Carl Stummer aus Brünn Schlossherrin, nachdem die Stiftschen Erben das Gut veräußert hatten. Bereits fünf Jahre später erwarb der Eisenbahntechniker Mathias von Schönerer Schloss und Gutshof.
Georg Heinrich Ritter von Schönerer erbte den Besitz 1883 und verwaltete das Gut bis zu seinem Tode 1921. 1907 ließ er nördlich des Schlosses den einzigen Bismarckturm Österreichs errichten. Für das Wohl der ansässigen Bevölkerung schuf er auf dem Gut und in der Umgebung zahlreiche soziale und wirtschaftliche Einrichtungen. Seine Tochter verwaltete das Erbe bis 1928.
1943 übernahm die Deutsche Ansiedlungsgesellschaft das Schloss. Von 1943 bis 1945 war Baron Lazarini-Zobelsperg Schlossherr. Nach Kriegsende verwüsteten sowjetische Truppen das Schloss, darauf folgte die Beschlagnahme durch die Besatzungsmacht bzw. die USIA, nach Ende der Besatzungszeit 1955 die Rückgabe an Baron Lazarini-Zobelsperg. Er verkaufte das durch die Zerstörungen unwirtschaftlich gewordene Schloss 1964 an die Siedlungsgesellschaft des Landes Niederösterreich.
Nach beträchtlichen Investitionen seitens des Landes wurden am 26. September 1974 Schlosshotel und Restaurant eröffnet. Ein Jahr später erfolgte die Eröffnung des Österreichischen Freimaurermuseums im Schloss. In der Pfarrkirche zeigt ein Deckenfresko, das dem Maler Paul Troger zugeschrieben wird, die Anbetung der Heiligen Dreifaltigkeit. Die Kirchenemporen für die Familie und das Personal der Schlossbesitzer sind so konstruiert, dass man sie ohne Umweg von den Gemächern im 1. Stock des Schlosses aus betreten kann.

## Bedeutung und Nutzung als Freimaurermuseum

Grundriss des Freimaurermuseums:
A: Treppenhaus, Vorhalle, freimaurerische Fresken
B: Ausstellungsraum 1
C: Ausstellungsraum 2
D: Ausstellungsraum 3, Eingangszimmer der Loge
E: Dunkle Kammer
F: Ausstellungsraum 4, Ankleideraum der Loge
G: Ausstellungsraum 5, Speisezimmer der Loge
H: Ausstellungsraum 6, Marmorkabinett
I: Tempel der Loge
J: Ausstellungsraum 7, Zugänge zu Kirchenemporen
K: Schlosskirche Hl. Dreifaltigkeit
L: Ausstellungsraum 8
M: Schlosshof

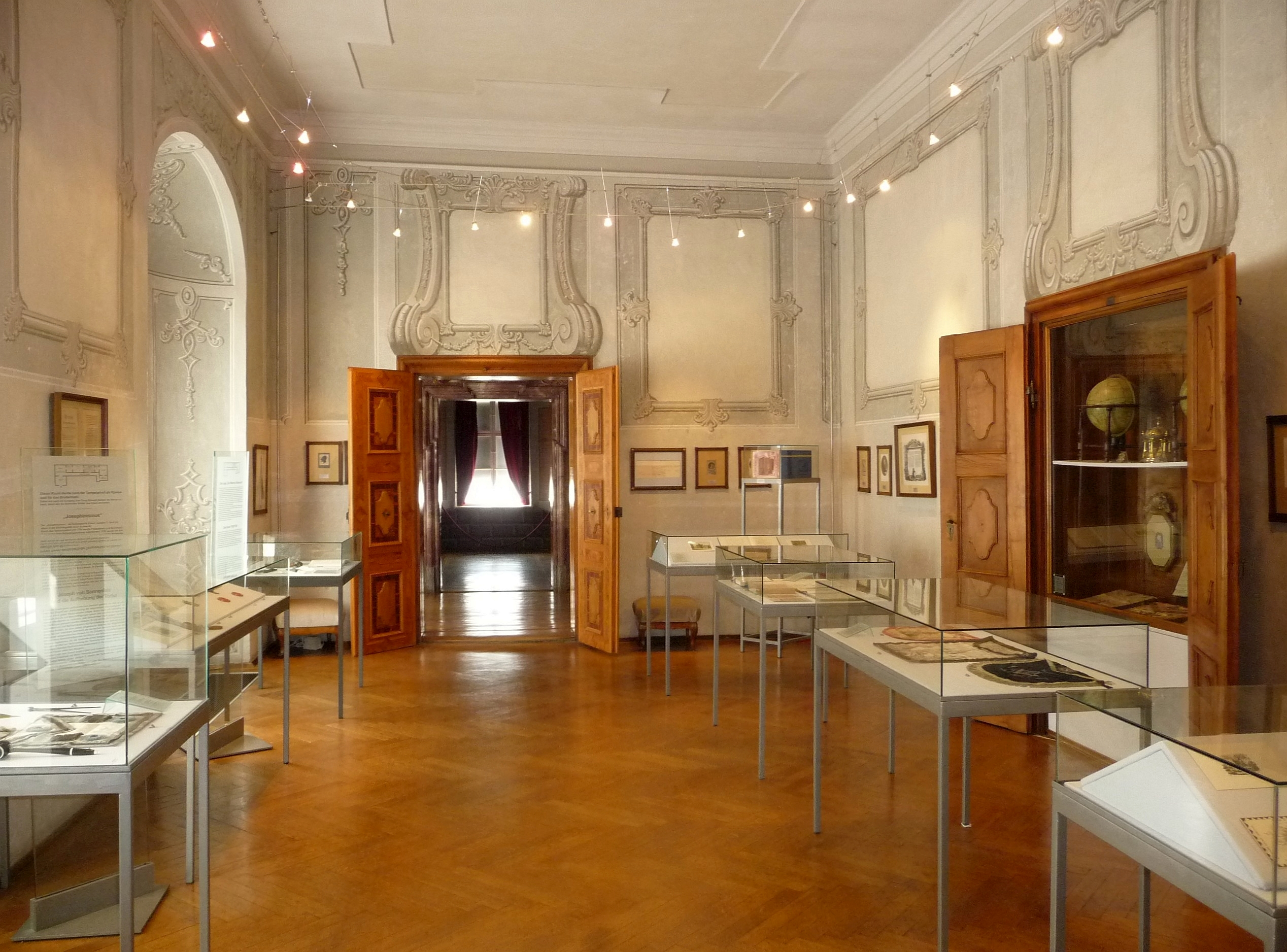
Ausstellungsraum des Freimaurermuseums

Graf Schallenberg war hochrangiger Beamter am Hof Maria Theresias und kam dort in engen Kontakt mit der Aufklärung und ihrem geistigen Kind, der Freimaurerei. Es war die soziale Komponente der aufklärerischen Bewegung, die ihn veranlasste, seinen Gutsbesitz in Rosenau zu einer Einrichtung zum Wohle der einfachen, in der grundherrschaftlichen Umgebung des Schlosses bäuerlich arbeitenden und lebenden Menschen auszubauen. Er war selbst Freimaurer – wie auch der Gemahl Maria Theresias, Franz Stephan von Lothringen – und richtete im Schloss eine Loge ein, die den in der Nachbarschaft wohnenden und durchreisenden Brüdern als Versammlungsort diente. Es ist sehr wahrscheinlich, wenn auch nicht vollends beweisbar, dass der berühmte Freimaurer Wolfgang Amadeus Mozart auf dem Weg von Wien nach Prag in Rosenau Station machte.
Das im 18. Jahrhundert umgebaute Schloss ragt bis heute hervor durch die Arbeiten des Baumeisters Joseph Munggenast, der Maler Paul Troger, Daniel Gran und des „welschen Perspektivenmalers“ Rincolin, der in Rosenau begraben liegt. Die dem Tode Schallenbergs im Jahr 1800 nachfolgenden Eigentümer – darunter der für seine antisemitischen Umtriebe berüchtigte Georg Ritter von Schönerer – wussten nichts mehr von der besonderen Bedeutung des Schlosses als freimaurerische Wirkungsstätte. Die symbolischen Malereien wurden zugedeckt und übermalt.
Erst im Jahr 1972, als das Schloss und die Gutshofsiedlung in einer Gemeinschaftsaktion der umliegenden Gemeinden und der niederösterreichischen Landesregierung vor dem Verfall gerettet und mit öffentlichen Mitteln saniert werden sollte, entdeckte man im Zuge der Renovierungsarbeiten die freimaurerischen Symbole. Am 23. April 1975, nahm das Freimaurermuseum seinen Betrieb auf. Beamten der Landesregierung war es gelungen, die österreichischen Freimaurer zur Einrichtung eines Museums zu bewegen. Im ersten Jahr kamen mehr als 35.000 Besucher; im Jahr 2017 waren es 8.000.
Neben zahlreichen Leihgaben der Großloge von Österreich werden auch Exponate aus dem Deutschen Freimaurermuseum in Bayreuth, aus der Bauhütte des Wiener Stephansdoms und aus dem Niederösterreichischen Landesmuseum gezeigt. Meist wurden die Ausstellungen von Mitgliedern der Forschungsloge Quatuor Coronati betreut. Ihnen gelang es auch, Objekte aus Privatbesitz und aus den Beständen der englischen Großloge in das Museum zu bringen.